# Jikochū de ikō!
„Jikochū de ikō!” (jap. ジコチューで行こう!) – dwudziesty pierwszy singel japońskiego zespołu Nogizaka46, wydany w Japonii 8 sierpnia 2018 roku przez N46Div..
Singel został wydany w pięciu edycjach: regularnej (CD) i czterech limitowanych CD+DVD (Type-A, Type-B, Type-C, Type-D). Osiągnął 1 pozycję w rankingu Oricon i pozostał na liście przez 53 tygodni. Zdobył status płyty Milion.

## Lista utworów
Wszystkie utwory zostały napisane przez Yasushiego Akimoto.

### Type-A
| CD | CD                                                            | CD                           | CD                   | CD      |
| Nr | Tytuł utworu                                                  | Kompozycja                   | Aranżacja            | Długość |
| -- | ------------------------------------------------------------- | ---------------------------- | -------------------- | ------- |
| 1. | „Jikochū de ikō!” (jap. ジコチューで行こう!)                  | Nasuka                       | Yūichi "Masa" Nonaka | 4:09    |
| 2. | „Sora tobira” (jap. 空扉)                                     | FURUTA/Dr.Lilcom             | Dr.Lilcom            | 4:16    |
| 3. | „Sankaku no akichi” (jap. 三角の空き地)                       | Hiroki Sagawa/Yasutaka.Ishio | Yasutaka.Ishio       | 4:00    |
| 4. | „Jikochū de ikō!” (jap. ジコチューで行こう!) (off vocal ver.) | Nasuka                       | Yūichi "Masa" Nonaka | 4:09    |
| 5. | „Sora tobira” (jap. 空扉) (off vocal ver.)                    | FURUTA/Dr.Lilcom             | Dr.Lilcom            | 4:16    |
| 6. | „Sankaku no akichi” (jap. 三角の空き地) (off vocal ver.)      | Hiroki Sagawa/Yasutaka.Ishio | Yasutaka.Ishio       | 4:00    |

| DVD | DVD                                                                                         | DVD     |
| Nr  | Tytuł utworu                                                                                | Długość |
| --- | ------------------------------------------------------------------------------------------- | ------- |
| 1.  | „Jikochū de ikō!” (jap. ジコチューで行こう!) (Music Video)                                  | 4:09    |
| 2.  | „Sankaku no akichi” (jap. 三角の空き地) (Music Video)                                       |         |
| 3.  | „Nogizaka shigoto-chū -Hyōdai-kyoku MV no oshigoto-” (jap. 乃木坂仕事中 -表題曲MVのお仕事-) |         |
| 4.  | „Nogizaka shigoto-chū -Narration no oshigoto-” (jap. 乃木坂仕事中 -ナレーションのお仕事-)   |         |
| 5.  | „Nogizaka shigoto-chū -Terebibangu no oshigoto-” (jap. 乃木坂仕事中 -テレビ番組のお仕事-)   |         |

### Type-B
| CD | CD                                                            | CD               | CD                   | CD      |
| Nr | Tytuł utworu                                                  | Kompozycja       | Aranżacja            | Długość |
| -- | ------------------------------------------------------------- | ---------------- | -------------------- | ------- |
| 1. | „Jikochū de ikō!” (jap. ジコチューで行こう!)                  | Nasuka           | Yūichi "Masa" Nonaka | 4:09    |
| 2. | „Sora tobira” (jap. 空扉)                                     | FURUTA/Dr.Lilcom | Dr.Lilcom            | 4:16    |
| 3. | „Jibun janai kanji” (jap. 自分じゃない感じ)                   | Tadashi Tsukida  | Tadashi Tsukida      | 4:08    |
| 4. | „Jikochū de ikō!” (jap. ジコチューで行こう!) (off vocal ver.) | Nasuka           | Yūichi "Masa" Nonaka | 4:09    |
| 5. | „Sora tobira” (jap. 空扉) (off vocal ver.)                    | FURUTA/Dr.Lilcom | Dr.Lilcom            | 4:16    |
| 6. | „Jibun janai kanji” (jap. 自分じゃない感じ) (off vocal ver.)  | Tadashi Tsukida  | Tadashi Tsukida      | 4:08    |

| DVD | DVD                                                                                           | DVD     |
| Nr  | Tytuł utworu                                                                                  | Długość |
| --- | --------------------------------------------------------------------------------------------- | ------- |
| 1.  | „Jikochū de ikō!” (jap. ジコチューで行こう!) (Music Video)                                    | 4:09    |
| 2.  | „Sora tobira” (jap. 空扉) (Music Video)                                                       |         |
| 3.  | „Nogizaka shigoto-chū -Coupling MV no oshigoto-” (jap. 乃木坂仕事中 -カップリングMVのお仕事-) |         |
| 4.  | „Nogizaka shigoto-chū -Butai no oshigoto-” (jap. 乃木坂仕事中 -舞台のお仕事-)                 |         |
| 5.  | „Nogizaka shigoto-chū -Gravure no oshigoto-” (jap. 乃木坂仕事中 -グラビアのお仕事-)           |         |

### Type-C
| CD | CD                                                                               | CD               | CD                   | CD      |
| Nr | Tytuł utworu                                                                     | Kompozycja       | Aranżacja            | Długość |
| -- | -------------------------------------------------------------------------------- | ---------------- | -------------------- | ------- |
| 1. | „Jikochū de ikō!” (jap. ジコチューで行こう!)                                     | Nasuka           | Yūichi "Masa" Nonaka | 4:09    |
| 2. | „Sora tobira” (jap. 空扉)                                                        | FURUTA/Dr.Lilcom | Dr.Lilcom            | 4:16    |
| 3. | „Kokoro no Monologue” (jap. 心のモノローグ) (wyk. Mai Shiraishi, Nanase Nishino) | Satori Shiraishi | Satori Shiraishi     | 3:59    |
| 4. | „Jikochū de ikō!” (jap. ジコチューで行こう!) (off vocal ver.)                    | Nasuka           | Yūichi "Masa" Nonaka | 4:09    |
| 5. | „Sora tobira” (jap. 空扉) (off vocal ver.)                                       | FURUTA/Dr.Lilcom | Dr.Lilcom            | 4:16    |
| 6. | „Kokoro no Monologue” (jap. 心のモノローグ) (off vocal ver.)                     | Satori Shiraishi | Satori Shiraishi     | 3:59    |

| DVD | DVD                                                                               | DVD     |
| Nr  | Tytuł utworu                                                                      | Długość |
| --- | --------------------------------------------------------------------------------- | ------- |
| 1.  | „Jikochū de ikō!” (jap. ジコチューで行こう!) (Music Video)                        | 4:09    |
| 2.  | „Kokoro no Monologue” (jap. 心のモノローグ) (Music Video)                         |         |
| 3.  | „Nogizaka shigoto-chū -Model no oshigoto-” (jap. 乃木坂仕事中 -モデルのお仕事-)   |         |
| 4.  | „Nogizaka shigoto-chū -Radio no oshigoto-” (jap. 乃木坂仕事中 -ラジオのお仕事-)   |         |
| 5.  | „Nogizaka shigoto-chū -Event no oshigoto-” (jap. 乃木坂仕事中 -イベントのお仕事-) |         |

### Type-D
| CD | CD                                                                                       | CD                 | CD                   | CD      |
| Nr | Tytuł utworu                                                                             | Kompozycja         | Aranżacja            | Długość |
| -- | ---------------------------------------------------------------------------------------- | ------------------ | -------------------- | ------- |
| 1. | „Jikochū de ikō!” (jap. ジコチューで行こう!)                                             | Nasuka             | Yūichi "Masa" Nonaka | 4:09    |
| 2. | „Sora tobira” (jap. 空扉)                                                                | FURUTA/Dr.Lilcom   | Dr.Lilcom            | 4:16    |
| 3. | „Chikyū ga marui nara” (jap. 地球が丸いなら) (wyk. Momoko Ōzono, Asuka Saitō, Yūki Yoda) | Takayuki Yamashita | Takayuki Yamashita   | 4:26    |
| 4. | „Jikochū de ikō!” (jap. ジコチューで行こう!) (off vocal ver.)                            | Nasuka             | Yūichi "Masa" Nonaka | 4:09    |
| 5. | „Sora tobira” (jap. 空扉) (off vocal ver.)                                               | FURUTA/Dr.Lilcom   | Dr.Lilcom            | 4:16    |
| 6. | „Chikyū ga marui nara” (jap. 地球が丸いなら) (off vocal ver.)                            | Takayuki Yamashita | Takayuki Yamashita   | 4:26    |

| DVD | DVD                                                                                      | DVD     |
| Nr  | Tytuł utworu                                                                             | Długość |
| --- | ---------------------------------------------------------------------------------------- | ------- |
| 1.  | „Jikochū de ikō!” (jap. ジコチューで行こう!) (Music Video)                               | 4:09    |
| 2.  | „Chikyū ga marui nara” (jap. 地球が丸いなら) (Music Video)                               |         |
| 3.  | „Nogizaka shigoto-chū -Kisha kaiken no oshigoto-” (jap. 乃木坂仕事中 -記者会見のお仕事-) |         |
| 4.  | „Nogizaka shigoto-chū -Uta bangumi no oshigoto-” (jap. 乃木坂仕事中 -歌番組のお仕事-)    |         |
| 5.  | „Nogizaka shigoto-chū -CM no oshigoto-” (jap. 乃木坂仕事中 -CMのお仕事-)                 |         |

### Edycja regularna
| CD | CD                                                                                 | CD               | CD                   | CD      |
| Nr | Tytuł utworu                                                                       | Kompozycja       | Aranżacja            | Długość |
| -- | ---------------------------------------------------------------------------------- | ---------------- | -------------------- | ------- |
| 1. | „Jikochū de ikō!” (jap. ジコチューで行こう!)                                       | Nasuka           | Yūichi "Masa" Nonaka | 4:09    |
| 2. | „Sora tobira” (jap. 空扉)                                                          | FURUTA/Dr.Lilcom | Dr.Lilcom            | 4:16    |
| 3. | „Anna ni suki datta no ni...” (jap. あんなに好きだったのに・・・)                  | Melon Kinoshita  | Melon Kinoshita      | 4:45    |
| 4. | „Jikochū de ikō!” (jap. ジコチューで行こう!) (off vocal ver.)                      | Nasuka           | Yūichi "Masa" Nonaka | 4:09    |
| 5. | „Sora tobira” (jap. 空扉) (off vocal ver.)                                         | FURUTA/Dr.Lilcom | Dr.Lilcom            | 4:16    |
| 6. | „Anna ni suki datta no ni...” (jap. あんなに好きだったのに・・・) (off vocal ver.) | Melon Kinoshita  | Melon Kinoshita      | 4:45    |

## Skład zespołu
| „Jikochū de ikō!” |
| --- |
| - 1. gen.: Manatsu Akimoto, Erika Ikuta, Sayuri Inoue, Misa Etō, Asuka Saitō (środek), Yūri Saitō, Reika Sakurai, Mai Shiraishi, Kazumi Takayama, Nanase Nishino, Minami Hoshino, Sayuri Matsumura, Yumi Wakatsuki - 2. gen.: Mai Shinuchi, Ayane Suzuki, Miona Hori - 3. gen.: Renka Iwamoto, Minami Umezawa, Momoko Ōzono, Mizuki Yamashita, Yūki Yoda |

| „Sora tobira” |
| --- |
| - 1. gen.: Manatsu Akimoto, Erika Ikuta, Sayuri Inoue, Misa Etō, Yūri Saitō, Mai Shiraishi, Kazumi Takayama, Nanase Nishino, Minami Hoshino, Sayuri Matsumura - 2. gen.: Mai Shinuchi, Ayane Suzuki - 3. gen.: Renka Iwamoto, Minami Umezawa (środek), Momoko Ōzono, Mizuki Yamashita, Yūki Yoda |

| „Sankaku no akichi” |
| --- |
| - 1. gen.: Hina Kawago, Kana Nakada (środek), Ami Nōjo, Hina Higuchi, Maaya Wada - 2. gen.: Karin Itō, Junna Itō, Hinako Kitano, Kotoko Sasaki, Ranze Terada, Rena Yamazaki, Miria Watanabe - 3. gen.: Riria Itō, Tamami Sakaguchi, Kaede Satō, Reno Nakamura, Hazuki Mukai, Ayano Christie Yoshida |

| „Jibun janai kanji” |
| --- |
| Piosenka została wykonywana przez wszystkie członkinie drugiej generacji w momencie wydania. Shiori Kubo była nieobecna z powodu przerwy. - 3. gen.: Riria Itō, Renka Iwamoto, Minami Umezawa, Momoko Ōzono, Tamami Sakaguchi, Kaede Satō, Reno Nakamura, Hazuki Mukai, Mizuki Yamashita (środek), Ayano Christie Yoshida, Yūki Yoda |

| „Anna ni suki datta no ni...” |
| --- |
| - 1. gen.: Manatsu Akimoto, Erika Ikuta, Sayuri Inoue, Misa Etō, Asuka Saitō (środek), Yūri Saitō, Reika Sakurai, Mai Shiraishi, Kazumi Takayama, Nanase Nishino, Minami Hoshino, Sayuri Matsumura, Yumi Wakatsuki - 2. gen.: Mai Shinuchi, Ayane Suzuki, Miona Hori - 3. gen.: Renka Iwamoto, Minami Umezawa, Momoko Ōzono, Mizuki Yamashita, Yūki Yoda |

## Notowania
| Lista                             | Pozycja |
| --------------------------------- | ------- |
| Oricon Weekly Singles Chart       | 1       |
| Oricon Yearly Singles Chart       | 4       |
| Billboard Japan Hot 100           | 1       |
| Billboard Japan Hot Singles Sales | 1       |

## Sprzedaż
| Dane wg         | Sprzedaż   |
| --------------- | ---------- |
| Oricon          | 1 330 563  |
| Billboard Japan | 1 465 449+ |